# Стоян Вардарски
 Тази статия е за войводата на ВМРО.  За войводата на ВМОРО вижте Стефан Вардарски.  
Стоян Серафимов Андонов, известен като Стоян Вардарски, е български терорист и революционер, тиквешки войвода на Вътрешната македонска революционна организация.

## Биография
Стоян Вардарски е роден на 19 май 1900 година в Пехчево, Османската империя, днес Северна Македония. Завършва гимназиално образование. Става четник, а от 1923 година е секретар при Ефтим Чифлишки. По-късно Вардарски става войвода в Тиквешко и Малешевско. През 1928 година е делегат на Седмия конгрес на ВМРО. През юли и август 1928 година заедно с четата на Георги Настев отблъсква четите на протогеровистите при Юндола и Обидим, предводителствани от Петър Шанданов. След това се разправя с участниците в акцията Васил Запрев, Борис Козов, Георги Наков, Пандо Кицов, Спас Стоянов, Георги Христов, Спас Вергов, Христо Андонов и Борис Изворски. През 1933 година убива в София стражаря Рангелов, след което е арестуван и по-късно освободен. През този период получава заплата в размер на 3000 лева.
След Деветнадесетомайския преврат в 1934 година е затворен в лагер в Ловеч заедно със Страхил Топуков.
Директор е на акционерно дружество „Задруга“ в Горна Джумая след 1934 година. През юни 1946 година е арестуван от комунистическите власти при акцията срещу бившите дейци на ВМРО. Лежи дълги години по лагери. Умира на 7 август 1975 година в София.